# Волинець Ігор Валентинович
Ігор Валентинович Волинець (нар. 9 березня 1977 — український футболіст, захисник.

## Кар'єра гравця
Народився 9 березня 1977 року. На професіональному рівні дебютував 29 квітня 1997 року у матчі чемпіонату України з футболу серед команд другої ліги між «Нарафою» (Славутич) та «Папірником» (Малин). Ігор у тому матчі вийшов у стартовому складі, але вже на 27-й хвилині був замінений, а його команда поступилася на виїзді з рахунком 0:2. Загалом у футболці малинської команди в національних чемпіонатах Волинець зіграв 57 матчів та забив 1 м'яч, ще 5 поєдинків (1 гол) він провів у кубку України. Останній матч на професіональному рівні Ігор провів 8 листопада 2011 року проти дрогобицької «Галичини».
Під час зимової паузи сезону 1999/00 років залишив команду та поповнив ряди аматорського клубу ФК «Бердичів», який виступав у чемпіонаті Житомирської області.